# Informe Rattenbach

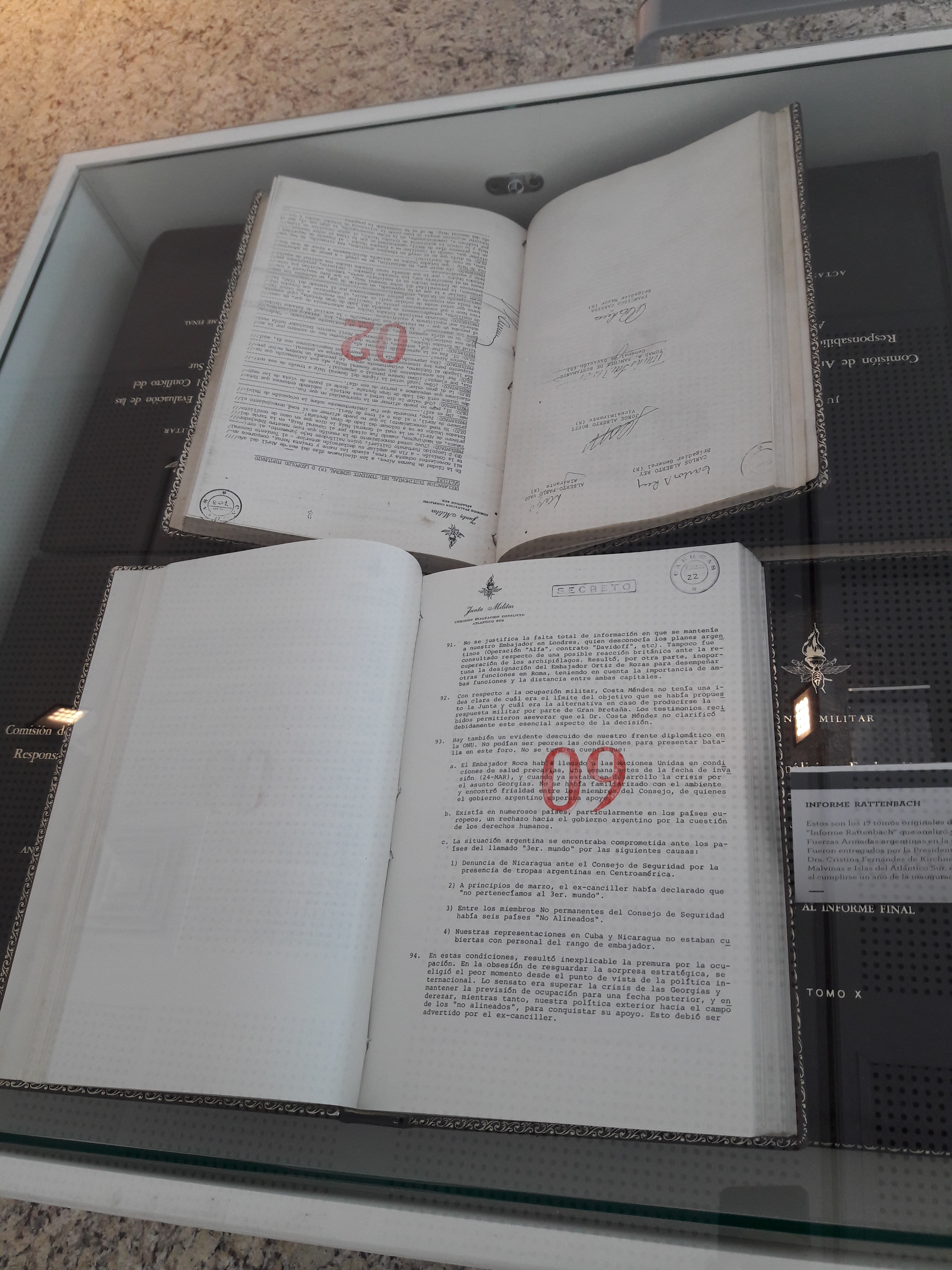
Tomos originales del Informe Rattenbach. Museo Malvinas e Islas del Atlántico Sur, Buenos Aires.

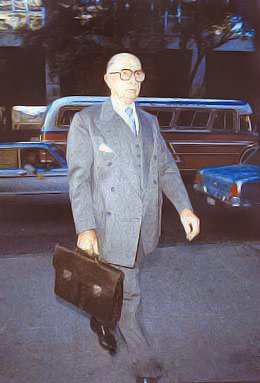
Teniente general (R) Benjamín Rattenbach.

El Informe Final de la Comisión de Análisis y Evaluación de las Responsabilidades del Conflicto del Atlántico Sur, más conocido como Informe Rattenbach, es un dictamen de la comisión acerca de las responsabilidades políticas, militares y estratégicas de la guerra de las Malvinas.
El 25 de enero de 2012 la presidenta Cristina Fernández de Kirchner anunció la creación de una «comisión que proceda a la apertura y conocimiento público del Informe Rattenbach». El 7 de febrero, anunció el levantamiento del secreto sobre el Informe mediante un decreto y creó una comisión para analizarlo, integrada por el hijo del teniente general (R) Benjamín Rattenbach. Sin embargo, hacía muchos años que el informe circulaba libremente en las librerías a la venta al público.

## Creación y nombramientos
Tras la guerra de las Malvinas y en diciembre de 1982, la Junta Militar de Gobierno integrada por el teniente general Cristino Nicolaides, el almirante Rubén Oscar Franco y el brigadier general Augusto Jorge Hughes, ordenó la creación y constitución de una comisión con el objeto de evaluar las responsabilidades militares, políticas y estratégicas en la guerra del Atlántico Sur.
Este informe ha sido catalogado como "el documento más objetivo y fidedigno sobre la responsabilidad de los jefes militares y subalternos, que podría ser la base para un futuro juicio por la verdad sobre este conflicto bélico".
La comisión se creó por decreto secreto el 2 de diciembre de 1982 (resolución nro. 15/82) durante el periodo en que el gobierno nacional estuvo a manos del general Reynaldo Bignone y llevó el nombre oficial de Comisión de análisis y evaluación de las responsabilidades políticas y estratégico militares en el conflicto del Atlántico Sur.
La comisión estuvo compuesta por:
- Teniente general (R) Benjamín Rattenbach (Ejército)
- General de división (R) Tomás Armando Sánchez de Bustamante (Ejército)
- Almirante (R) Alberto Pablo Vago (Armada)
- Vicealmirante (R) Jorge Alberto Boffi (Armada)
- Brigadier general (R) Carlos Alberto Rey (Fuerza Aérea)
- Brigadier mayor (R) Francisco Cabrera (Fuerza Aérea)

La comisión recibió amplios derechos para solicitar "informes, documentos, antecedentes y todo otro elemento que se estime útil, a cualquier organismo público y a personas físicas o jurídicas públicas o privadas, todos los cuales estarán obligados a proporcionarlo dentro del término que se fije bajo apercibimiento de Ley. Al efecto, no se podrá oponer disposición alguna que establezca el secreto de lo requerido".
El fin de la investigación fue definido en el decreto como:

El desempeño en el ejercicio de las funciones y las responsabilidades emergentes respecto de la conducción política y estratégico militar del conflicto.

Las responsabilidades de cualquier persona, sean de carácter penal, disciplinario y/o del honor que surjan de lo actuado y que, a su juicio, deban ser investigadas y juzgadas por la jurisdicción común o militar respectiva, en la forma que legal y reglamentariamente corresponda.

## Contenido del informe
La comisión entregó el resultado de su trabajo en un informe escrito de cinco partes diferentes:
- Introducción

Describe los fundamentos legales y las razones de la investigación, sus fuentes, su nomenclatura y la estructura del informe.
- Antecedentes del conflicto

Se analizan en detalle los planes realizados por el gobierno para solucionar el conflicto así como el contexto internacional y regional en que tuvo lugar el enfrentamiento.
- Evaluación y análisis crítico

Se investiga el accionar de las fuerzas armadas argentinas durante la guerra mediante informes solicitados a los oficiales que cargaban responsabilidad en los hechos. Es un análisis crítico, en un lenguaje objetivo, que a veces puede parecer hiriente. Las fallas son nombradas y analizadas.
- Determinación de las responsabilidades

Se listan las responsabilidades de los estamentos militares y civiles durante la guerra, entre otros de: la Junta Militar, Poder Ejecutivo y Gabinete, cada uno de los Comandantes de las Fuerzas Armadas, Estado Mayor Conjunto, etc. Encuadra las responsabilidades en el marco jurídico argentino.
- Experiencias y enseñanzas

Nombra, en concreto, las recomendaciones en:
1. Organización de la Nación para la Guerra
2. Política Militar
3. Código de Justicia Militar
4. Servicio Exterior
5. Inteligencia Estratégica
6. Acción Psicológica
7. Doctrina Conjunta
8. Debilidades de las FF.AA. en el conflicto

Por último, se redacta el acta de constancia de finalización de la comisión, donde se nombran los destinatarios de los diez ejemplares firmados del informe, estos son, la Junta Militar, los Comandantes en Jefe de las tres ramas de las Fuerzas Armadas y un ejemplar para cada uno de los seis miembros de la comisión.
Su texto hace responsables de la derrota a los niveles superiores de la guerra pero destaca:
- Apartado 882:

"Existen numerosos actos de valor extraordinario, producidos en todas las FF.AA (Fuerzas Armadas) y FF.SS (Fuerzas de Seguridad) en el teatro de operaciones, por quienes, sirviendo a su deber, acreditaron la vigencia de nuestras mejores tradiciones castrenses".
- Apartado 883:

"Debemos estar orgullosos por la hidalguía con la que procedieron las armas de la Patria, las que, en momento alguno, infringieron las normas de la guerra incurriendo en acciones reñidas con la ética de las tropas en lucha, tales como atacar, a las tropas, naves y aeronaves afectadas a las tareas de salvamento".
- Apartado 884:

"Más allá del resultado del conflicto bélico, nuestras FF.AA pueden estar satisfechas de su actuación durante la contienda, ya que enfrentaron a una potencia mundial de primera magnitud, apoyada política y logísticamente por los EE.UU.".

## Consecuencias del informe
El informe recomendó penas graves para los responsables de lo que calificó como una "aventura militar" (que implicaban la pena de muerte para algunos), pero su influencia sobre el juicio posterior fue casi nula. Sin embargo, desde el punto de vista político e histórico, el informe sepultó cualquier intento de los dirigentes militares y políticos de la época por encubrir o relativizar sus responsabilidades.
A pesar de ello, según habrá de señalar Augusto Rattenbach, hijo del teniente general (R) Rattenbach, el informe habría sido adulterado para proteger a algunos de los altos jefes militares que participaron en la guerra, eliminándose referencias a los cargos "en lo penal militar" y a la rendición sin combatir en las Islas Georgias del Sur.

## Difusión posterior
La revista "Siete Días", de Editorial Abril  en sus ediciones n.º 858 y 859 (23 y 30 de noviembre de 1983) le dedicó su tapa y gran parte del número a dicho documento; de esa forma éste salía a la luz de manera extraoficial. 
Fue publicado en forma de libro al menos en dos ocasiones.
En abril de 2007, los diputados nacionales Federico Storani y Pedro Azcoiti presentaron un proyecto de ley (expediente 1350-D-2007) para proceder a la publicación del informe.
El 25 de enero de 2012, la presidenta Cristina Fernández de Kirchner anunció la conformación de "una comisión para la reapertura y  conocimiento público del informe Rattenbach". El 7 de febrero, anunció el decreto 200 que estipula la disponibilidad para conocimiento público del informe en un plazo no mayor a 30 días.
El 22 de marzo de 2012, se oficializó la entrega del informe a las autoridades. El texto desclasificado es el que fue difundido casi tres décadas atrás, sin recortes, sin censuras ni agregados.
Es posible acceder a través de diversas páginas web.

## Controversias
El informe toma como marco conceptual para el ámbito militar la reglamentación operativa entonces vigente. Sin embargo, la aplicación de los reglamentos a las situaciones tácticas y operacionales concretas son responsabilidad de los comandantes en el terreno y condicionadas por los medios disponibles y al ambiente operacional existente. Estos comandantes debieron resolver situaciones concretas en un ámbito que se considera el más difícil de los contextos militares: el cerco. 
Asimismo y complementariamente, el Vicealmirante Juan Lombardo señaló: 
"En la comisión CAERCAS se dio más importancia a las disidencias entre sus miembros y a intereses particulares que a la investigación seria de los hechos. Se excedieron largamente en sus atribuciones y juzgaron aspectos tácticos para lo que no estaban comisionados ni capacitados. Por el contrario no profundizaron donde deberían haberlo hecho. En resumen fue una muy mala actuación. No obstante fue este informe el que se utilizó como cabeza para la realización de un juicio a los supuestos responsables del conflicto y sus resultados."
La CAERCAS señaló conductas penales y disciplinarias militares reprochables a Lombardo. Sin embargo, como resultas del juicio sustanciado ante la Cámara Federal de Buenos Aires, el marino fue absuelto de todos los cargos.